# Банвил ла Кампањ
Банвил ла Кампањ (фр. Banneville-la-Campagne) насеље је и општина у северној Француској у региону Доња Нормандија, у департману Калвадос која припада префектури Кан.
По подацима из 2011. године у општини је живело 140 становника, а густина насељености је износила 21,74 становника/km². Општина се простире на површини од 6,44 km². Налази се на средњој надморској висини од 10 метара (максималној 24 m, а минималној 3 m).

## Демографија
| 1962. | 1968. | 1975. | 1982. | 1990. | 1999. | 2011. |
| ----- | ----- | ----- | ----- | ----- | ----- | ----- |
| 117   | 118   | 89    | 84    | 76    | 88    | 140   |

График промене броја становника у току последњих година